# Sharan Burrow
Sharan Burrow (Warren, 12 december 1954) is een Australische syndicaliste en de huidige secretaris-generaal van het Internationaal Vakverbond (IVV).

## Levensloop
Ze werd geboren in een gezin met een sterke betrokkenheid tot de arbeidersbeweging. Ze studeerde af in 1976 aan de universiteit van New South Wales alwaar ze een lerarenopleiding volgde. Deze functie oefende ze voor het eerst uit in de prille jaren 80. Kort daarna werd ze actief in de New South Wales Teachers Federation, een vakcentrale van de Australian Education Union (AEU). 
Later werd ze voorzitter van de Bathurst Handel en Arbeidsraad. In 1992 werd ze verkozen tot voorzitster van de AEU en in 2000 werd ze aangesteld tot voorzitster van de Australian Council of Trade Unions (ACTU), een functie die ze uitoefende tot 2010. Ze is de tweede vrouw die voorzitster was van de ACTU. 
Eveneens in 2000 werd ze verkozen tot voorzitster van de Asia Pacific Regional Organisation (APRO), de Aziatisch-Oceanische poot van het Internationaal Verbond van Vrije Vakverenigingen (IVVV). Vervolgens werd ze in 2004 verkozen tot voorzitster van het IVVV. Nadat deze internationale vakbond in 2006 fuseerde met de Wereldverbond van de Arbeid (WBA) in 2006 werd ze verkozen tot eerste voorzitster van het Internationaal Vakverbond (IVV) en in 2010 volgde ze Guy Ryder op als algemeen secretaris van deze organisatie.